# 기뇰

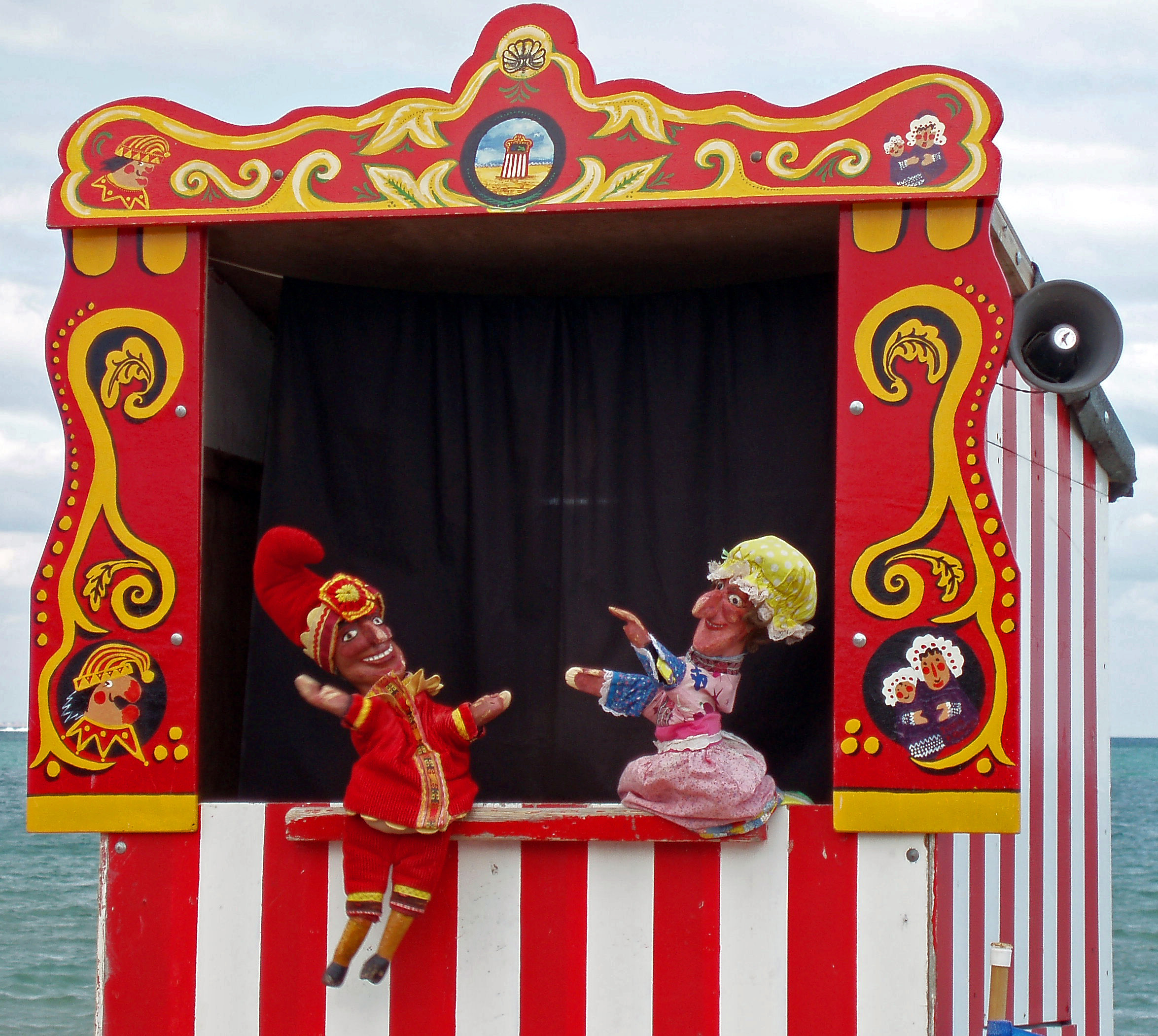
유럽의 손가락인형

기뇰(프랑스어: Guignol)은 1808년 프랑스의 로랑 무르게가 만든 인형극의 주인공 인형 이름이었으나, 나중에는 그 당시 널리 쓰이던 줄을 달아 조종하는 형식(마리오네트)이 아닌, 인형 안에 손가락을 넣어 조종하는 인형(손가락인형)의 대명사가 되었다.
영국에서는 펀치(Punch), 이탈리아에서는 브라띠니(Burattini), 중국에서는 포대희(布袋戱) 등으로 부르고 있다.

## 같이 보기
- 손인형
- 손가락인형
- Spectacle de Guignol